# Поліканов Володимир Олексійович
Володимир Олексійович Поліканов (рос. Владимир Алексеевич Поликанов; нар. 8 вересня 1940, Озьори, Московська область, РРФСР — пом. 1994) — радянський російський футболіст, нападник.

## Життєпис
Вихованець групи підготовки при команді ЦСК МО Москва.
Протягом кар'єри виступав в радянських командах Команда м. Кривого Рогу, «Авангард» (Коломна), ЦСКА, «Зірка» (Серпухов), «Постріл» (Солнєчногорськ), «Знамя Труда» (Орєхово-Зуєво), «Спартак» (Москва), «Локомотив» (Вінниця), «Торпедо» (Люберці) та «Цементник» (Семипалатинськ).